# Labastide-Savès
Labastide-Savès är en kommun i departementet Gers i regionen Occitanien i sydvästra Frankrike. Kommunen ligger i kantonen Samatan som tillhör arrondissementet Auch. År 2022 hade Labastide-Savès 187 invånare.

## Befolkningsutveckling
Antalet invånare i kommunen Labastide-Savès
Referens:INSEE